# Anopheles benarrochi
Anopheles benarrochi är en tvåvingeart som beskrevs av Gabaldon, Gracia och Lopez 1941. Anopheles benarrochi ingår i släktet Anopheles och familjen stickmyggor. Inga underarter finns listade i Catalogue of Life.